# Краснокамск
Краснокамск (на руски: Краснокамск) е град в Русия, административен център на Краснокамски район, Пермски край. Населението му към 1 януари 2018 година е 53 631 души.